# Savvatij Solovecký
Savvatij Solovecký (rusky Савватий Соловецкий, † 27. září 1435) je světec (přepodobný) Ruské pravoslavné církve, jeden ze zakladatelů Soloveckého kláštera.

## Život
Podle legend vstoupil Savvatij do Kirillo-bělozerského kláštera za časů metropolity kyjevského a vší Rusi Fotije (1409-1431). Když se však dozvěděl, že v Novgorodské republice se nachází Valaamský klášter, kde mniši žijí podle přísnějšího řádu, Savvatij se přesunul tam. Valaamské bratry udivoval svou trpělivostí a pokorou, avšak stále hledal místo mlčenlivé modlitby a dokonalého sjednocení s bohem. Nakonec se doslechl o velkém neobydleném ostrově v Bílém moři, dva dny plavby vzdáleném, a odešel z Valaamského kláštera.
Nejdříve se usadil u kaple na břehu řeky Vyg, kde se setkal s mnichem Germanem, žijícím osaměle v lese. Domluvili se, že se na ostrov vydají spolu. Roku 1429 oba úspěšně přistáli na Soloveckém ostrově. Nejdříve žili asi 13 km od současného kláštera, záhy si však vybrali lepší místo asi jednu verstu od moře, na břehu Dlouhého jezera, nedaleko vysokého Sekirného vrchu. Založili tak Poustevnu sv. Savvatije. German se však po nějaké době nakonec vrátil k řece Vyg, Savvatij ho následovat po dvou letech. Na břehu Vygu naposledy dostal z rukou představeného Nafanalije svaté přijímání, načež zesnul.
Po smrti Savvatije přicházeli na ostrov postupně další mniši a vzniknul tak klášter, který dnes nazýváme Solovecký. Savvatij je tak považován za jednoho z jeho zakladatelů.
Ostatky svatého Savvatije byly přeneseny do Soloveckého kláštera roku 1465 za představeného Zosimy a uloženy do země za oltářem chrámu Zesnutí přesvaté Bohorodice, kde se nacházely až do roku 1566. Tehdy byly (8. srpna) přeneseny spolu s ostatky svatého Zosimy do přídělku chrámu Proměnění Páně. Od roku 1861 (s výjimkou let 1925-2016) potom ostatky svatého Savvatije odpočívají v chrámu svaté Trojice v Soloveckém klášteře, vedle ostatků svatého Zosimy a Germana Soloveckých.